# 池野恋
池野恋（日语：／ Ikeno Koi，1959年4月16日—），日本漫畫家。岩手縣花卷市出身。代表作是《心跳今夜》（舊名《魔界傳說》）。

## 作品
1982年
- 心跳今夜、原名、全31冊（單行本30卷+完結編「星的去向」）

舊名《魔界傳說》、《我們一家都是鬼》、《精靈俏女巫》。文庫版更名為心跳在今夜、全16冊
1995年～1996年
- 守護天使莉莉佳、原名、全4冊

1996年～1998年
- 告訴我萱萱、原名、全4冊

1999年
- 說謊的季節、原名、全1冊

2001年
- 神秘男孩、原名、全1冊

2002年～2009年
- 心跳午夜、原名、全9冊

以心跳今夜的登場角色，更改其設定的新作、兩個魔界的王子身份對調，女主角由原本的吸血鬼與狼女的混血兒改為人類
2009年
- 池野戀心跳短篇集、原名、全1冊

2011年
- if的畫廊、原名、全1冊

收錄「心跳在今夜」和「心跳在午夜」的番外篇「心跳在分分秒秒」。

## 外部連結
- （日語）（已中斷）
- （日語）